# Alberto Lejárraga
Alberto Lejárraga Rubio (Madrid, 15 de abril de 1995) es un ingeniero informático y futbolista español. En 2023 salió del armario, lo que le convirtió en el único futbolista profesional de la liga española en declarar públicamente su homosexualidad.

## Biografía
Inició su carrera deportiva como guardameta en equipos madrileños, como la A.D. Alcorcón y el C.D.A. Navalcarnero. Posteriormente fue parte de la primera plantilla del Granada B como tercer portero durante dos temporadas. Pasó al Real Murcia Club de Fútbol, y en 2020 fue cedido los últimos seis meses al C.D. Las Rozas.
En 2023 pasó a ser portero titular del Marbella, equipo que ascendió a Segunda RFEF.

## Vida personal
En abril de 2023 celebró el ascenso de su equipo publicando en redes sociales una foto donde besaba a su pareja, el artista Rubén Fernández, con lo que hizo pública su homosexualidad. En agosto de 2025 contrajo matrimonio con Fernández en Málaga.